# Carlos Carson
Carlos Andre Carson (Lake Worth, 28 dicembre 1958) è un ex giocatore di football americano statunitense che ha militato nel ruolo di wide receiver nella National Football League (NFL).

## Carriera
Carson fu scelto nel corso del quinto giro (114º assoluto) del Draft NFL 1980 dai Kansas City Chiefs. Vi giocò per quasi tutta la carriera fino al 1989, tranne uno spezzone di stagione con i Philadelphia Eagles. La sua migliore annata fu quella del 1983 quando venne convocato per il suo primo Pro Bowl dopo essersi classificato secondo nella NFL con 1.351 yard ricevute, oltre a 7 touchdown. Nella stagione accorciata per sciopero del 1987 fu nuovamente selezionato per il Pro Bowl dopo avere ricevuto 1.044 yard in sole 12 partite e pareggiato il suo primato personale di 7 touchdown. Il 30 ottobre 2017 fu inserito nella Hall of Fame dei Kansas City Chiefs.

## Palmarès
- Convocazioni al Pro Bowl: 2

1983, 1987
- Kansas City Chiefs Hall of Fame